# Yuma Obata
Yuma Obata (小畑 裕馬 Obata Yuma?), född 7 november 2001 i Miyagi prefektur, är en japansk fotbollsspelare.
Obata började sin karriär 2020 i Vegalta Sendai.